# Marco Sneck

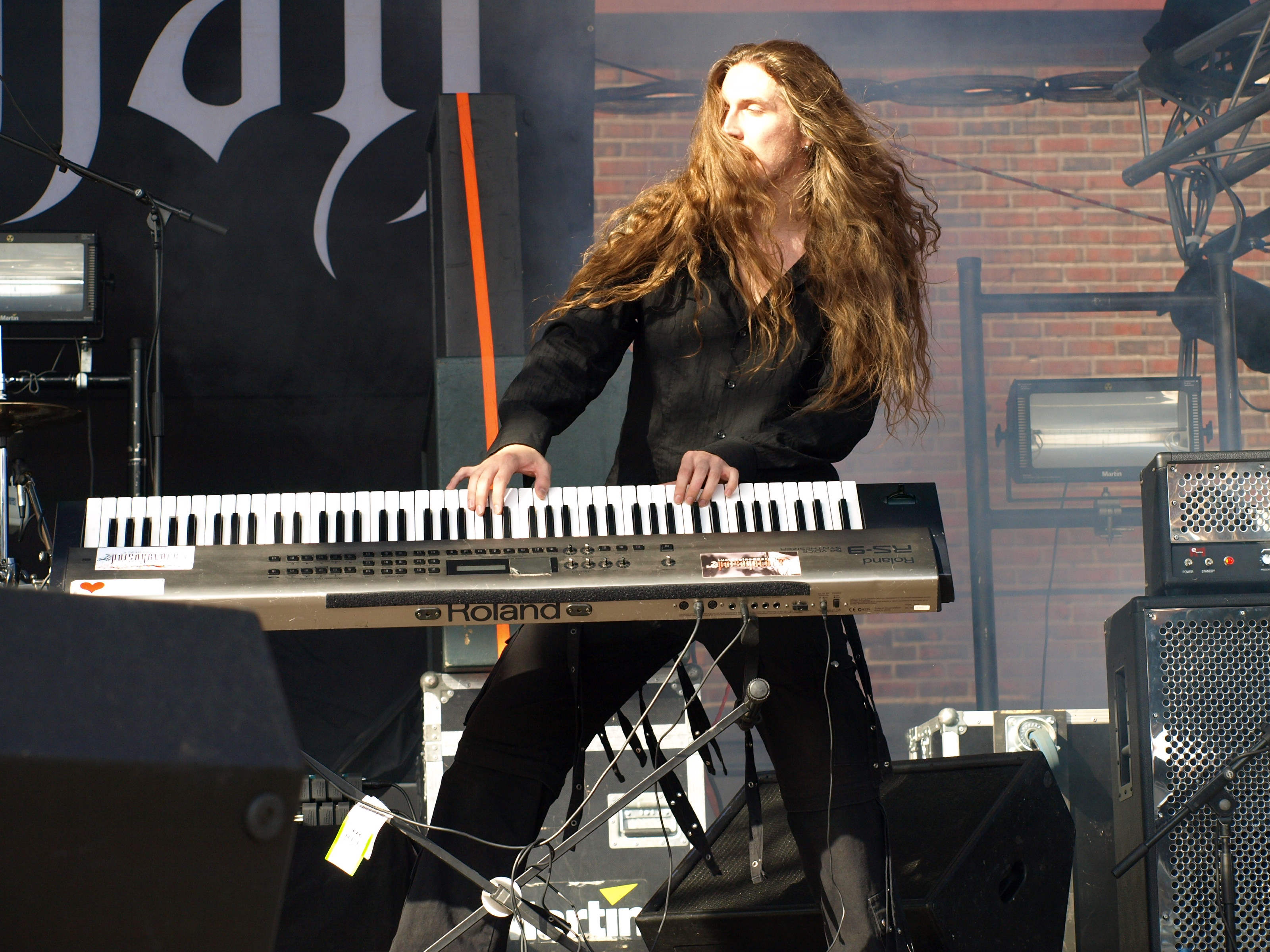
Marco Sneck mit Kalmah beim Jalometalli 2008 in Oulu

Marco Sneck (* 19. Oktober 1978 in Lapinlahti) ist ein finnischer Musiker. Bekannt wurde er als Keyboarder von Kalmah und Poisonblack.

## Biografie
Im Jahr 1993 begann er mit 14 Jahren, Keyboard zu lernen. Zu Beginn macht er Techno, erst um 1995 begann er, sich für Metal zu interessieren. 1999 schloss er sich der Progressive-Metal-Band Mental Voice an, kurze Zeit später ergänzt er die Power-Metal-Band Afterworld. Im Herbst 2001 nahm Mental Voice eine erste Demo auf und spielte einige Konzerte. Im Herbst 2002 erschien eine zweite Demo. Ebenfalls 2002 nahm Sneck für das Stück Guilt and Regret auf dem Sentenced-Album The Cold White Light eine Pianospur auf. 2003 schloss sich Marco Sneck der Bands Slippery When Wet und Poisonblack an. Vom 23. September 2003 an spielte Marco Sneck auf einer Tour für Charon Keyboard. Im Frühjahr 2004 kam Janne Kusmin, der zu dieser Zeit bei Kalmah spielte, als Schlagzeuger zu Mental Voice, gleichzeitig ersetzte Marco Sneck Pasi Hiltula als Keyboarder bei Kalmah. 2005 spielte er als Session-Musiker bei Reflexion. Im Jahr 2006 gründete er die Band Stargazery. Außerdem spielte er einige Zeit bei Ferocia.

## Vorbilder
Rhapsody und Dream Theater haben starken Einfluss auf das Klangideal von Marco Sneck genommen. Insbesondere Jens Johansson von Yngwie Malmsteen und Stratovarius, Alex Staropoli von Rhapsody, Jordan Rudess, Richard Andersson und Damien Gregori von Cradle of Filth sind Keyboarder, die ihn beeinflusst haben.

## Technik
Marco Sneck arbeitet mit der Workstation KORG Trinity Pro und spielt die Keyboards Roland XV-5050 und Roland RS-9.

## Diskografie
- 2001: Demo 1 (mit Mental Voice)
- 2002: Demo 2 (mit Mental Voice)
- 2002: Guilt and Regret auf The Cold White Light (mit Sentenced)
- 2003: Escapexstacy (mit Poisonblack)
- 2006: The Black Waltz (mit Kalmah)
- 2006: Rush (Single; mit Poisonblack)
- 2006: Lust Stained Despair (mit Poisonblack)
- 2007: Dying (Single; mit Stargazery)
- 2008: For The Revolution (mit Kalmah)
- 2010: 12 Gauge (mit Kalmah)